# Maurice (Disney)
Pour les articles homonymes, voir Maurice.
Maurice est un personnage de fiction inspiré par le personnage du conte La Belle et la Bête de Jeanne-Marie Leprince de Beaumont et qui est apparu pour la première fois dans le long métrage d'animation La Belle et la Bête, en 1991.
Le personnage apparaît brièvement dans la suite du film sortie directement en vidéo La Belle et la Bête 2 : Le Noël enchanté.

## Description
Dans le conte original, le nom du père de Belle n'est jamais mentionné. Il a, en plus de Belle, trois fils et deux autres filles. Il est un marchand ruiné.
Dans le film, le père de Belle est un inventeur que les villageois prennent pour un fou. Il s'appelle Maurice.
Alors qu'il se rendait à la ville voisine pour présenter sa nouvelle invention, il se perd dans les bois et se fait attaquer par des loups. Dans sa fuite, il découvre le château de la Bête dans lequel il se réfugie pour y passer la nuit. Si Maurice est bien accueilli par les occupants du château, la Bête devient furieuse lorsqu'elle s'aperçoit de sa présence. Il parvient à peine à s'expliquer, de tout évidence terrifié par l'apparence monstrueuse de la Bête, irritant davantage cette dernière qui l'enferme dans un cachot.
Retrouvé par Belle qui choisit de rester captive à sa place, Maurice est libéré par la Bête et ramené au village. Il essaie en vain de demander de l'aide aux villageois qui ne croient pas à son histoire et le prennent pour un fou. Bien que malade et ne pouvant compter sur l'aide des villageois, il décide malgré tout de retrouver le château et d'y récupérer sa fille. Belle le voit grâce au miroir magique de la Bête et s'empresse d'aller lui venir en aide. Bien qu'il ait du mal à croire que la Bête l'ai laissée partir, il est cependant heureux de revoir sa fille saine et sauve. Lorsque des villageois menés par Gaston viennent le faire interner pour ses propos sur la Bête, Belle est contrainte de révéler son existence pour le disculper. Enfermés par les villageois, Maurice et Belle sont libérés par Zip et se dirigent ensemble au château pour empêcher Gaston de tuer la Bête. Après que la malédiction a été levée, Maurice assiste, ému, avec les autres occupants du château, au mariage de sa fille et du prince.